# Villemolaque
Villemolaque is een gemeente in het Franse departement Pyrénées-Orientales (regio Occitanie). De plaats maakt deel uit van het arrondissement Perpignan. Villemolaque telde op 1 januari 2022 1.289 inwoners.

## Geografie
De oppervlakte van Villemolaque bedroeg op 1 januari 2022 6 vierkante kilometer; de bevolkingsdichtheid was toen 214,8 inwoners per km².

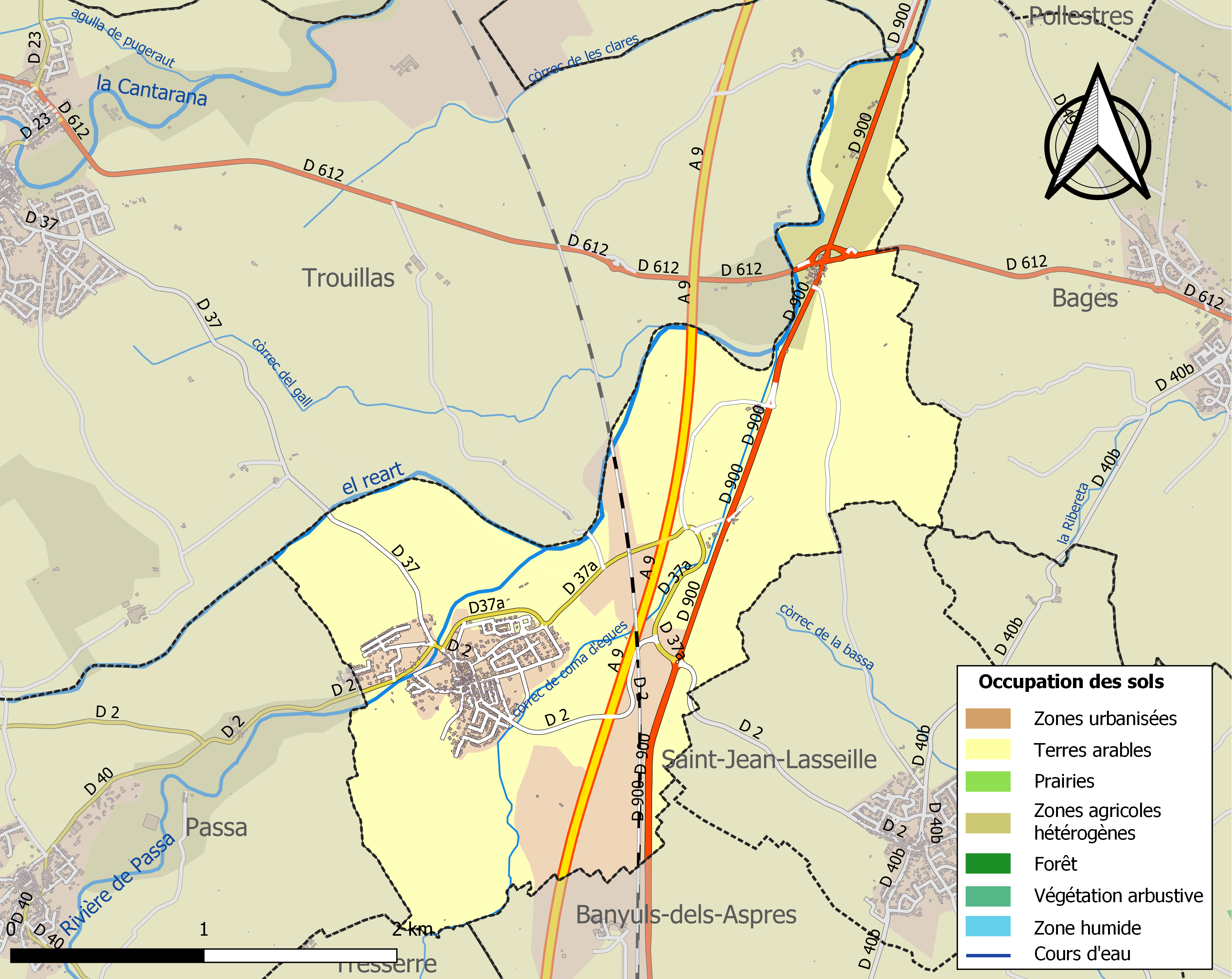
Kaart van de gemeente met de belangrijkste infrastructuur, bodemgebruik en omliggende gemeenten

## Demografie
Onderstaande figuur toont het verloop van het inwonertal (bron: INSEE-tellingen).